# Ministère de la Fonction publique (Luxembourg)
Pour l’article homonyme, voir ministère de la Fonction publique (France).
Le ministère de la Fonction publique (en allemand : Ministerium für den öffentlichen Dienst et en luxembourgeois : Ministère fir d'Fonction Publique) est le département ministériel qui a pour but de promouvoir et de garantir :
- un service public attractif et exemplaire, assuré par des agents performants, dynamiques et pleinement motivés ;
- un service public de qualité, basé sur des cadres réglementaires simples, innovants et efficaces, favorisant la cohésion sociale et la prospérité économique du pays.

Il est dirigé, depuis le 17 novembre 2023, par Serge Wilmes.
Le siège central du ministère se situe au 63 avenue de la Liberté, à Luxembourg.

## Titulaires depuis 1964
| Nom | Nom                                       | Dates du mandat | Dates du mandat | Parti | Gouvernement(s)                |
| --- | ----------------------------------------- | --------------- | --------------- | ----- | ------------------------------ |
| | Pierre Grégoire (lb)                      | 15/07/1964      | 03/01/1967      | CSV   | Werner-Cravatte                |
| | Pierre Werner (Président du gouvernement) | 03/01/1967      | 01/02/1969      | CSV   | Werner-Cravatte                |
| | Gaston Thorn                              | 01/02/1969      | 15/06/1974      | DP    | Werner-Schaus II               |
| | Émile Krieps (lb)                         | 15/06/1974      | 16/07/1979      | DP    | Thorn-Vouel-Berg               |
| | René Konen                                | 16/07/1979      | 20/07/1984      | DP    | Werner-Thorn-Flesch            |
| | Marc Fischbach                            | 20/07/1984      | 13/07/1994      | CSV   | Santer-Poos I et II            |
| | Fernand Boden                             | 13/07/1994      | 26/01/1995      | CSV   | Santer-Poos III Juncker-Poos I |
| | Michel Wolter                             | 26/01/1995      | 07/08/1999      | CSV   | Juncker-Poos II                |
| | Lydie Polfer (Vice-Première ministre)     | 07/08/1999      | 31/07/2004      | DP    | Juncker-Polfer                 |
| | Claude Wiseler                            | 31/07/2004      | 23/07/2009      | CSV   | Juncker-Asselborn I            |
| | François Biltgen                          | 23/07/2009      | 30/04/2013      | CSV   | Juncker-Asselborn II           |
| | Octavie Modert                            | 30/04/2013      | 04/12/2013      | CSV   | Juncker-Asselborn II           |
| | Dan Kersch                                | 04/12/2013      | 05/12/2018      | LSAP  | Bettel I                       |
| | Marc Hansen                               | 05/12/2018      | 17/11/2023      | DP    | Bettel II                      |
| | Serge Wilmes                              | 17/11/2023      | En fonction     | CSV   | Frieden                        |
| Dans l'intervalle entre deux mandats, le ministre sortant assure la gestion des affaires courantes. Titres successifs : - Depuis 2018 : Fonction publique |                                           |                 |                 |       |                                |